# Río Camaná
Der Río Camaná ist ein Fluss im Süden von Peru in der Region Arequipa. In seinem Oberlauf trägt er den Namen Río Colca und im Mittellauf wird er als Río Majes bezeichnet.

## Flusslauf
Der Fluss hat eine Länge von etwa 388 km und er entspringt in der Cordillera Volcánica des Anden-Hochgebirges. Im Oberlauf passiert er nach der Ortschaft Chivay den Colca Cañon, eine der größten Schluchten der Erde. Von dort fließt er in südwestliche Richtung und mündet bei Camaná schließlich in den Pazifischen Ozean. Weiter westlich verläuft der Río Ocoña.
Während der Regenzeit in den Sommermonaten von November bis März führt er ein Vielfaches der normalen Wassermenge.
Die Kakteenart Armatocereus riomajensis ist nach dem Río Majes benannt, in dessen Tal sie verbreitet ist.

## Ökologie
Im Río Camaná kommt die Garnelen-Art Cryphiops caementarius aus der Familie der Felsen- und Partnergarnelen (Palaemonidae) vor.